# Lijst van burgemeesters van Diever
Dit is een lijst van burgemeesters van de voormalige Nederlandse gemeente Diever in de provincie Drenthe tot 1 januari 1998. Op deze datum werden de voormalige gemeenten Diever, Dwingeloo, Havelte en Vledder samengevoegd tot de nieuwe gemeente Westerveld.
| Ambtsperiode | Naam burgemeester            | Leven     | Partij of stroming | Bijzonderheden                                   |
| ------------ | ---------------------------- | --------- | ------------------ | ------------------------------------------------ |
| 1795 - 1819  | Stephanus Jacobus van Royen  | 1764-1834 |                    | Tot 1815 maire en schulte en daarna burgemeester |
| 1819 - 1847  | Stephanus Jacobus van Royen  | 1796-1847 |                    |                                                  |
| 1848 - 1872  | Stephanus van Royen          | 1798-1883 |                    |                                                  |
| 1872 - 1874  | Johannes Pottinga Szn.       | 1831-1922 |                    |                                                  |
| 1875 - 1900  | Leonard Willem van Os        | 1844-1900 |                    |                                                  |
| 1900 - 1939  | Hendrik Gerard van Os        | 1874-1958 |                    |                                                  |
| 1939 - 1944  | Kees (J.C.) Meijboom         | 1910-1982 | LSP                |                                                  |
| 1944 - 1945  | Pier Obe Posthumus           | 1887-1956 | NSB                | eerst waarnemend                                 |
| 1945 - 1975  | Kees (J.C.) Meijboom         | 1910-1982 |                    |                                                  |
| 1975 - 1991  | Hermen (H.G.) Overweg        | 1943      | PvdA               |                                                  |
| 1991 - 1992  | mr. Hans (J.H.) van der Laan | 1950      | PvdA               | waarnemend; tevens burgemeester van Dwingeloo    |
| 1992 - 1997  | Drs. Sjraar (G.J.M.) Cox     | 1953      | PvdA               |                                                  |
| 1997 - 1998  | drs. Rob (R.J.) Schaeffer    | 1937-2019 | PvdA               | waarnemend; voorheen burgemeester van Raamsdonk  |